# Arnald Steiger
Arnald Steiger (* 2. Oktober 1896 in Zürich; † 6. Mai 1963 in Madrid) war ein Schweizer Romanist.

## Leben
Der Sohn eines Baumeisters studierte von 1915 bis 1920 an den Universitäten Zürich, Genf und Madrid romanische Philologie. Er promovierte 1921 bei Louis Gauchat in Zürich mit der Arbeit Contribución al estudio del vocabulario del Corbacho (Madrid 1922) und habilitierte sich 1925 ebenda mit Contribución a la fonética del hispano-árabe y de los arabismos en el ibero-románico y siciliano (Madrid 1932, 1991). Er war von 1921 bis 1933 Lehrer an der Höheren Töchterschule in Zürich, von 1933 bis 1947 ordentlicher Professor an der Handelshochschule St. Gallen, gleichzeitig bis 1945 ausserordentlicher Professor und von 1945 bis 1957, als er wegen einer Veruntreuung zurücktreten musste, ordentlicher Professor in Zürich. Ab 1961 lehrte er als ausserordentlicher Professor an der Universität Madrid. Mit Jakob Jud gründete er 1936 die Zeitschrift Vox Romanica und gab sie von 1952 bis 1963 alleinverantwortlich heraus.
Steiger war in Zürich der eigentliche Begründer der Hispanistik und von 1940 bis 1957 auch Förderer der Lusitanistik. Von 1948 bis 1958 war er ausserdem Leiter der militärwissenschaftlichen Abteilung der ETH Zürich. Neben seiner Universitätslaufbahn war er ab 1931 Generalstabsoffizier und von 1946 bis 1954 Kommandant der Gebirgsbrigade 12.

## Weitere Werke
- (Hrsg.) Libros de acedrex, dados e tablas. Das Schachzabelbuch König Alfons des Weisen, nach der Handschrift J.T.6 fol. des Escorial mit Glossar und grammatischem Abriss, Genève 1941
- Origin and spread of oriental words in European languages, New York 1963